# Eckhard Breitinger

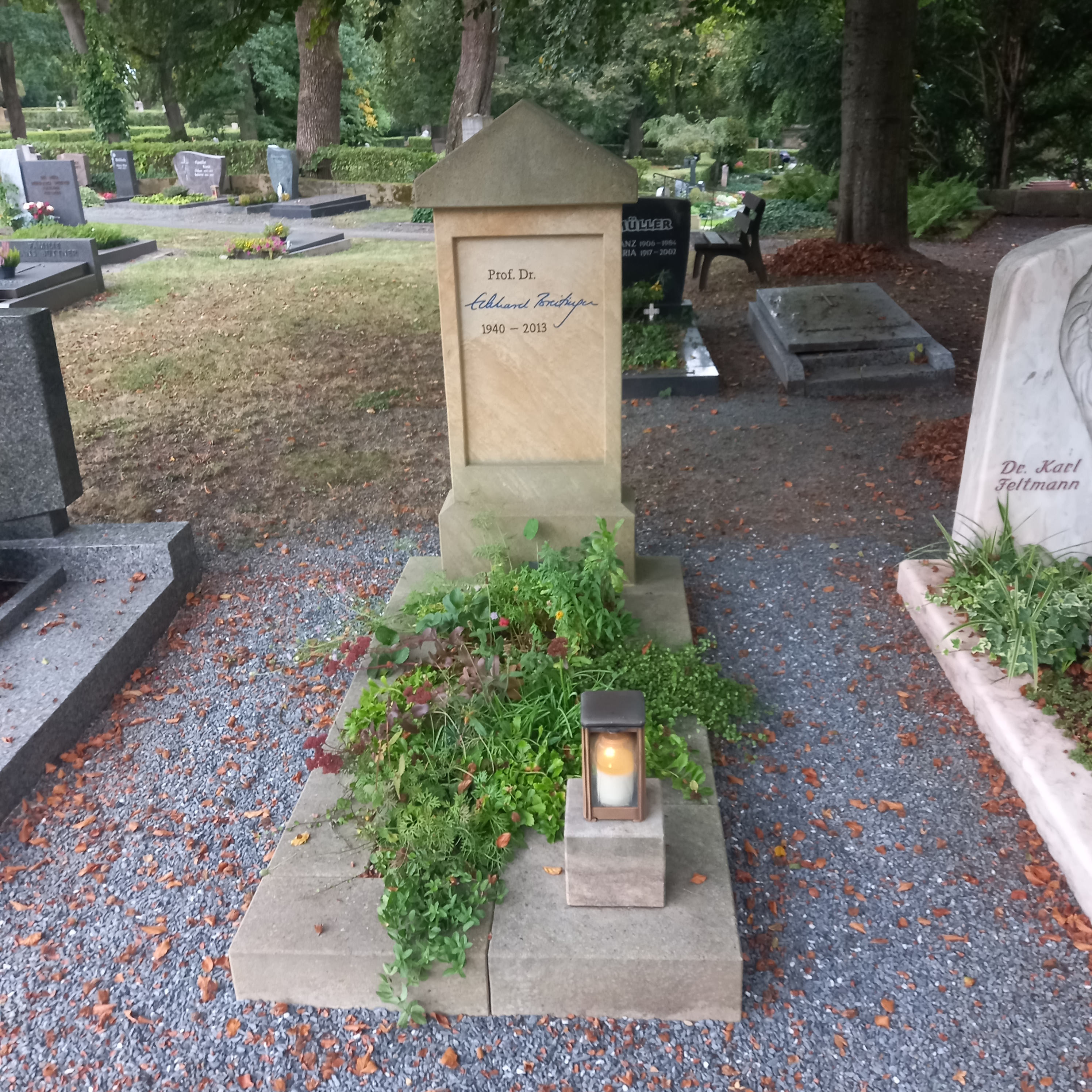
Das Grab von Eckhard Breitinger auf dem Stadtfriedhof Bayreuth

Eckhard Breitinger (* 4. Mai 1940 in Ebingen, Schwäbische Alb; † 15. August 2013 in Bayreuth) war ein deutscher Anglist und Afrikawissenschaftler. Er war apl. Professor für Anglistik mit Schwerpunkt Literaturen des anglophonen Afrika an der Universität Bayreuth.

## Leben und Wirken
Nach dem Abitur in Reutlingen studierte Eckhard Breitinger von 1959 bis 1966 Anglistik, Ur- und Frühgeschichte sowie Archäologie an der Universität Tübingen, mit Studienaufenthalten am University College of North Wales in Bangor und der Universität Genf. Das Erste Staatsexamen für das Lehramt an weiterführenden Schulen legte er 1966 ab. Anschließend lehrte Breitinger bis 1968 am Department of Modern Languages der University of the West Indies in Kingston (Jamaika). Zurück in Tübingen war er wissenschaftlicher Mitarbeiter mit Lehrauftrag und erlangte 1971 mit einer Dissertation zum Thema Der Tod im englischen Roman um 1800 den akademischen Grad Doktor der Philosophie. Danach lehrte er als wissenschaftlicher Assistent bis 1978 Anglistik an der Universität Tübingen. Nach dem Zweiten Staatsexamen (1975) wechselte er für kurze Zeit in den Schuldienst (1978–1980). 1980 war Breitinger Senior Lecturer für Anglistik an der Kwame Nkrumah University of Science and Technology in Kumasi (Ghana). 1987 habilitierte er sich in Bayreuth mit einer Schrift über die Geschichte des amerikanischen Hörspiels zwischen 1930 und 1950.
Eckhard Breitinger lehrte von 1981 bis zu seinem Ruhestand 2005 Anglistik mit Schwerpunkt Literaturen des anglophonen Afrika an der Universität Bayreuth. Seit 1983 hatte er mehrere Kurzzeitdozenturen und Gastprofessuren inne, u. a. 1984 an der University of Nigeria in Nsukka (UNN), 1991 und 1993 an der Université de Yaoundé I (Kamerun), 1998 an der Kenyatta University in Nairobi (Kenia), 2003 und 2004 am Chancellor College der University of Malawi, 2006 an der Jagiellonen-Universität Krakau (Polen) und 2008 an der Universidade Eduardo Mondlane in Maputo (Mosambik). 1992 bis 1995 hatte Eckhard Breitinger eine Gastprofessur an der Universität Leipzig.
Als Forscher, Hochschullehrer und Verleger förderte er maßgeblich die anglophonen Literaturen und das Theater der Karibik und Afrikas. Seine Bayreuth African Studies Series (BASS), die er als Kleinverleger betreute, stellt eine wichtige Referenz für die wissenschaftliche Aufarbeitung und Kritik der anglophonen Literaturen Afrikas und der Karibik sowie weiterer verwandter Themen der Afrikawissenschaften dar. Als Hochschullehrer koordinierte Eckhard Breitinger den interdisziplinären Aufbaustudiengang „Afrikanologie“ an der Universität Bayreuth. Er war Mitglied diverser Forschergruppen, u. a. des DFG-Sonderforschungsbereichs (SFB 214) „Identität in Afrika“ (1984 bis 1998) sowie des DFG-Graduiertenkollegs „Interkulturelle Beziehungen in Afrika“ (1990–1999). Breitinger betreute unzählige Dissertationen deutscher und afrikanischer Nachwuchswissenschaftler, und er begutachtete selbst fast zwanzig Promotionen afrikanischer Wissenschaftler/-innen. Einige der resultierenden Monographien sind in der Reihe BASS erschienen.
Breitinger trat Ende 2005 in den Ruhestand, setzte jedoch auch in der Folge seine vielfältigen Aktivitäten fort. Als Gastwissenschaftler hatte Breitinger Lehraufträge und Forschungsaufenthalte an verschiedenen Universitäten Afrikas, Nordamerikas, Europas sowie zuletzt in Indien. 
Ebenfalls 2005 erschien eine Festschrift zu Breitingers Ehren Ehren: „Kreatives Afrika“, herausgegeben von Susan Arndt und Katrin Berndt im Peter-Hammer-Verlag, Wuppertal, ISBN 3-7795-0028-0.